# Nicolás de Arriquíbar
Nicolás de Arriquíbar y Mezcorta (Bilbao, 1714-id. 1779) fue un comerciante y economista español. Es de especial importancia su obra «Recreación política: Reflexiones sobre el amigo de los hombres en su tratado de población, considerado con respecto a nuestros intereses», escrita en 1770 y publicada en 1779. Fue miembro fundador de la Real Sociedad Bascongada de Amigos del País y ocupó el cargo de prior del Consulado de Bilbao en dos ocasiones.
Su busto está expuesto en la fachada principal de la casa consistorial de Bilbao, junto con el fundador de la villa y otros ilustres bilbaínos.